# Castello di Český Krumlov
Il castello di Český Krumlov (Zámek Český Krumlov in ceco) è un castello barocco, situato nell'omonima località nella Boemia meridionale, in Repubblica Ceca. L'intero centro storico della cittadina, compreso il castello, è stato dichiarato monumento nazionale nel 1989 e patrimonio dell'umanità UNESCO nel 1992.

## Descrizione
Il castello è situato su uno sperone roccioso allungato, circondato a sud dalla Moldava e a nord dal fiume Polečnice. Per la sua architettura e significato storico, è uno dei monumenti architettonici più importanti dell'Europa centrale; è inoltre il secondo edificio storico più grande della Repubblica Ceca dopo il castello di Praga.
Ci sono quaranta edifici e palazzi nel parco del palazzo di sette ettari, oltre a cinque cortili e il giardino del castello. L'intero complesso conserva preziose sale rinascimentali e barocche contenenti opere d'arte degli ultimi cinque secoli. Preziosa è la collezione di arazzi fiamminghi e la grande pinacoteca. Notevoli sono la cappella rococò e la grande sala mascherata con dipinti illusionistici di Josef Lederer del 1748. Nel castello è conservata una carrozza dorata del 1638, che Giovanni Antonio I di Eggenberg utilizzò in occasione di un'udienza con papa Urbano VIII.
Nel quinto cortile si trova un teatro barocco tra i meglio conservati al mondo, che conserva ancora l'edificio, l'auditorium, la buca d'orchestra, il palcoscenico, le quinte originari. Tuttora vi si tengono spettacoli teatrali come l'annuale festival barocco di giugno.
Nel giardino del castello si trovano inoltre una residenza estiva, una fontana a cascata e una tribuna per spettacoli teatrali musicali estivi.

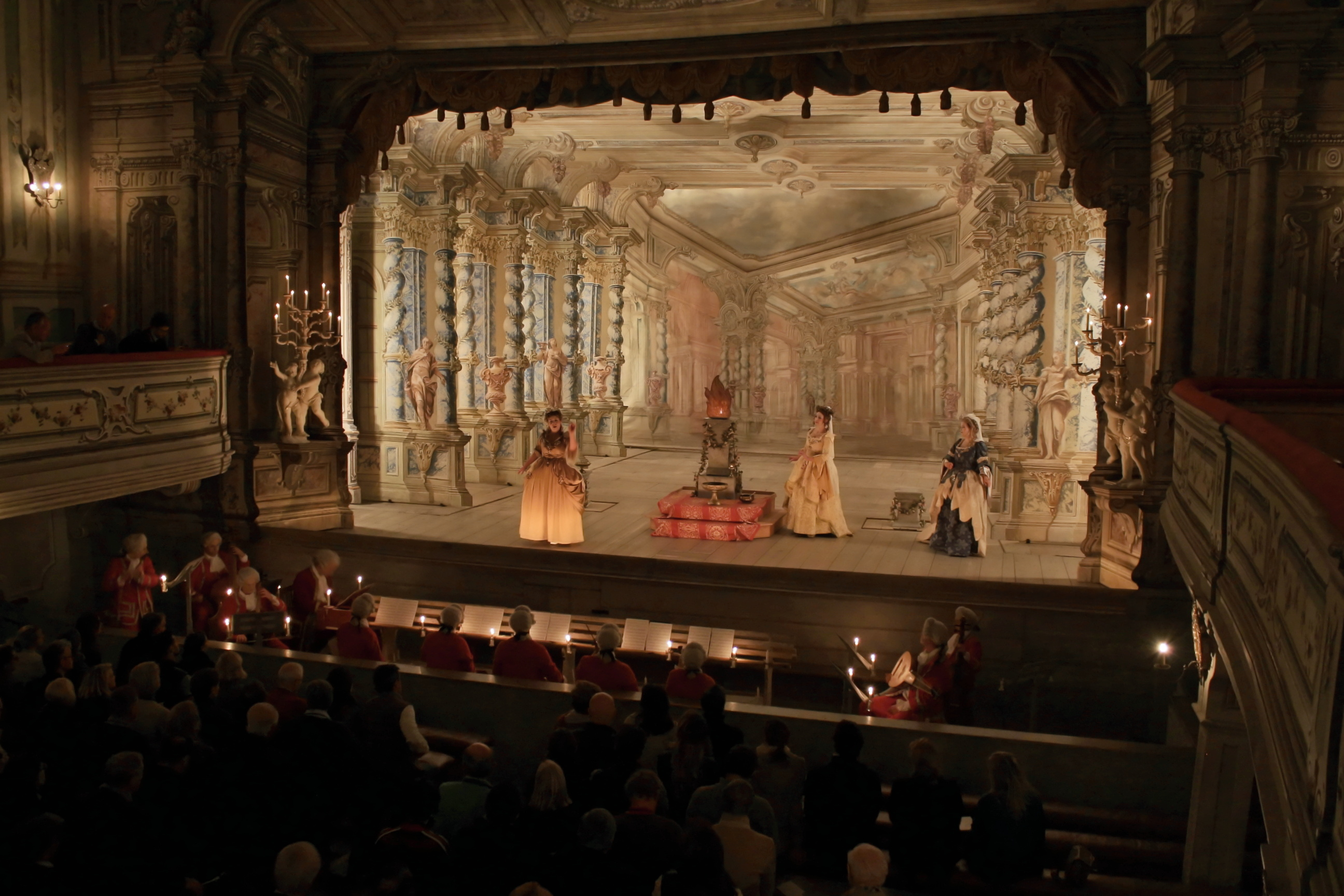
Il teatro barocco.

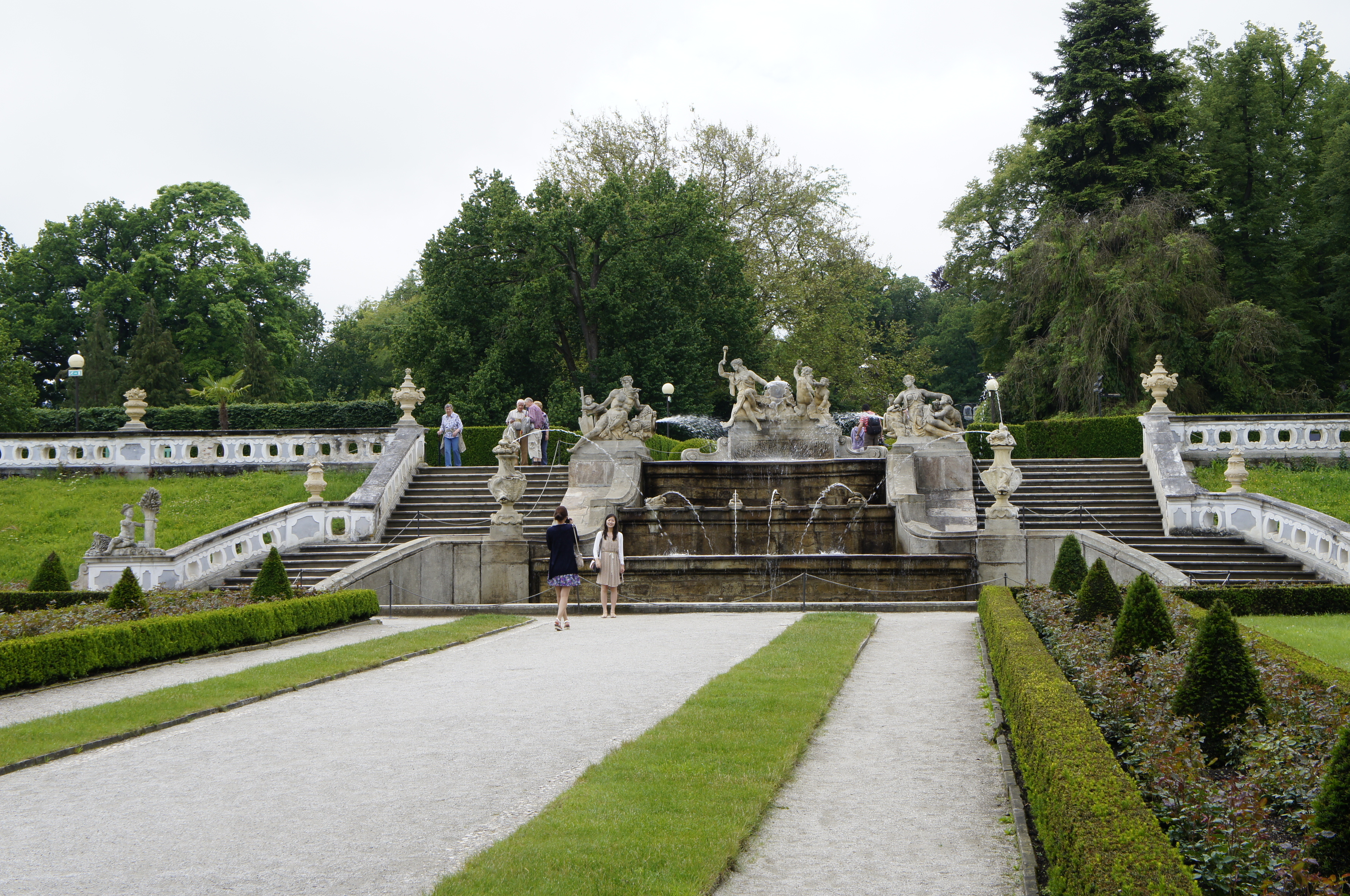
Il giardino.

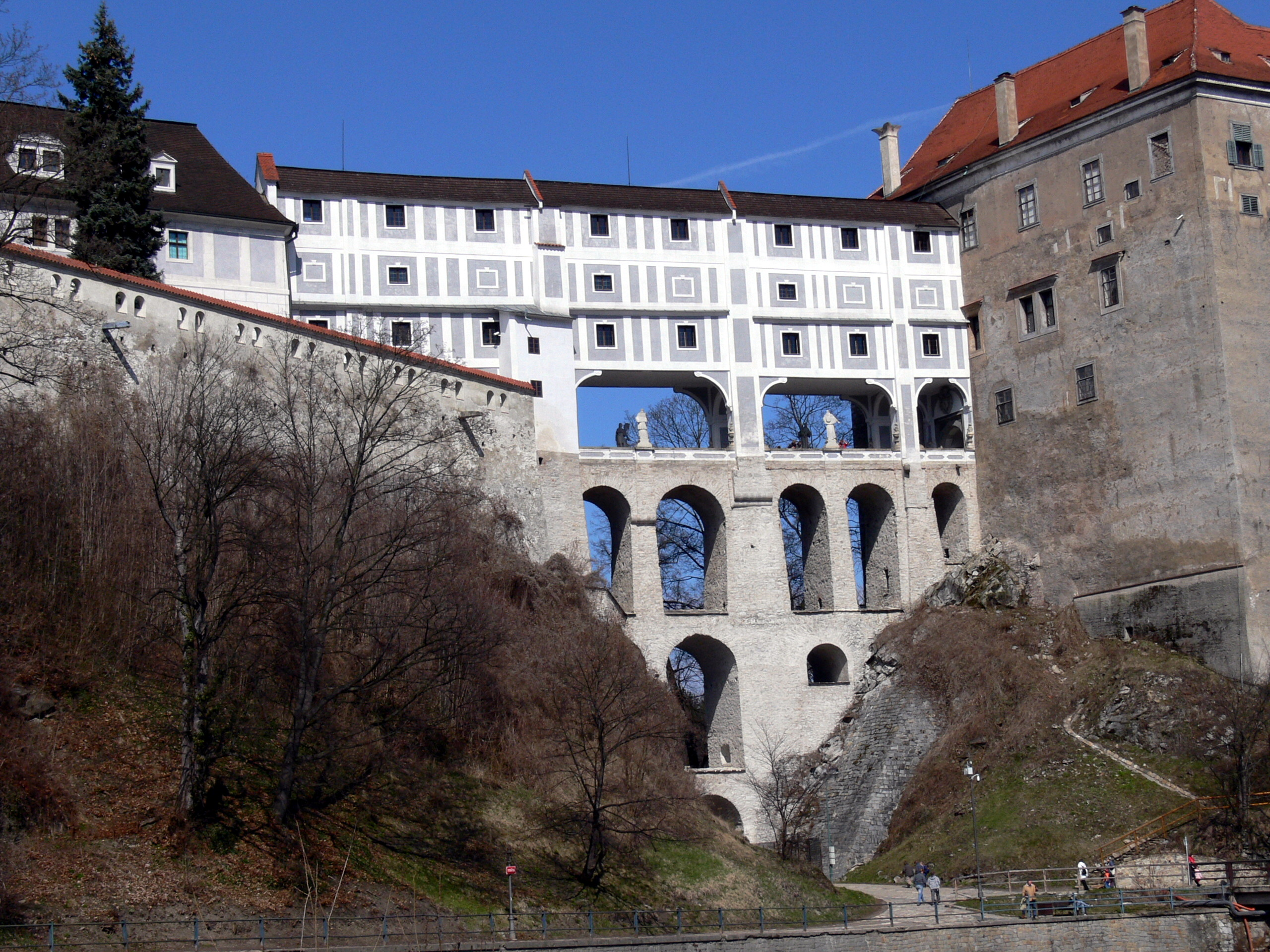
Il ponte dl castello.

## Storia
La costruzione del castello risale al XIII secolo su commissione della famiglia Witigonen, un ramo della potente famiglia Rosenberg. Con la morte di Pietro Vok di Rosenberg nel 1611 la famiglia si estinse e l'imperatore Ferdinando II concesse il governo di Krumlov a Giovanni Ulrico di Eggenberg, nominandolo duca di Krumlov. Alla morte del figlio di Giovanni Ulrico, Giovanni Antonio I di Eggenberg, il castello fu abitato e governato dalla sua vedova, Anna Maria di Brandeburgo-Bayreuth, dal 1649 al 1664, mentre il ducato fu retto dal figlio Giovanni Cristiano I di Eggenberg.
A quest'ultimo si devono i lavori di ristrutturazione del castello che ne diede lo stile barocco e le aggiunte e estensioni, compreso il teatro oggi noto come teatro Eggenberg. Quando anche la famiglia Eggenberg si estinse nel 1717 il ducato e il castello furono ceduti alla famiglia Schwarzenberg. Verso la fine del XVIII secolo cominciò un periodo di stagnazione economica e a metà del XIX secolo il castello perse il suo ruolo di residenza principale degli Krumlov-Hluboká Schwarzenberg e fu abitato solo per brevi periodi fino al XX secolo.
Nel 1947 tutte le proprietà degli Schwarzenberg vennero passarono sotto la custodia provinciale e nel 1950 vennero nazionalizzate.